# Bisisthal

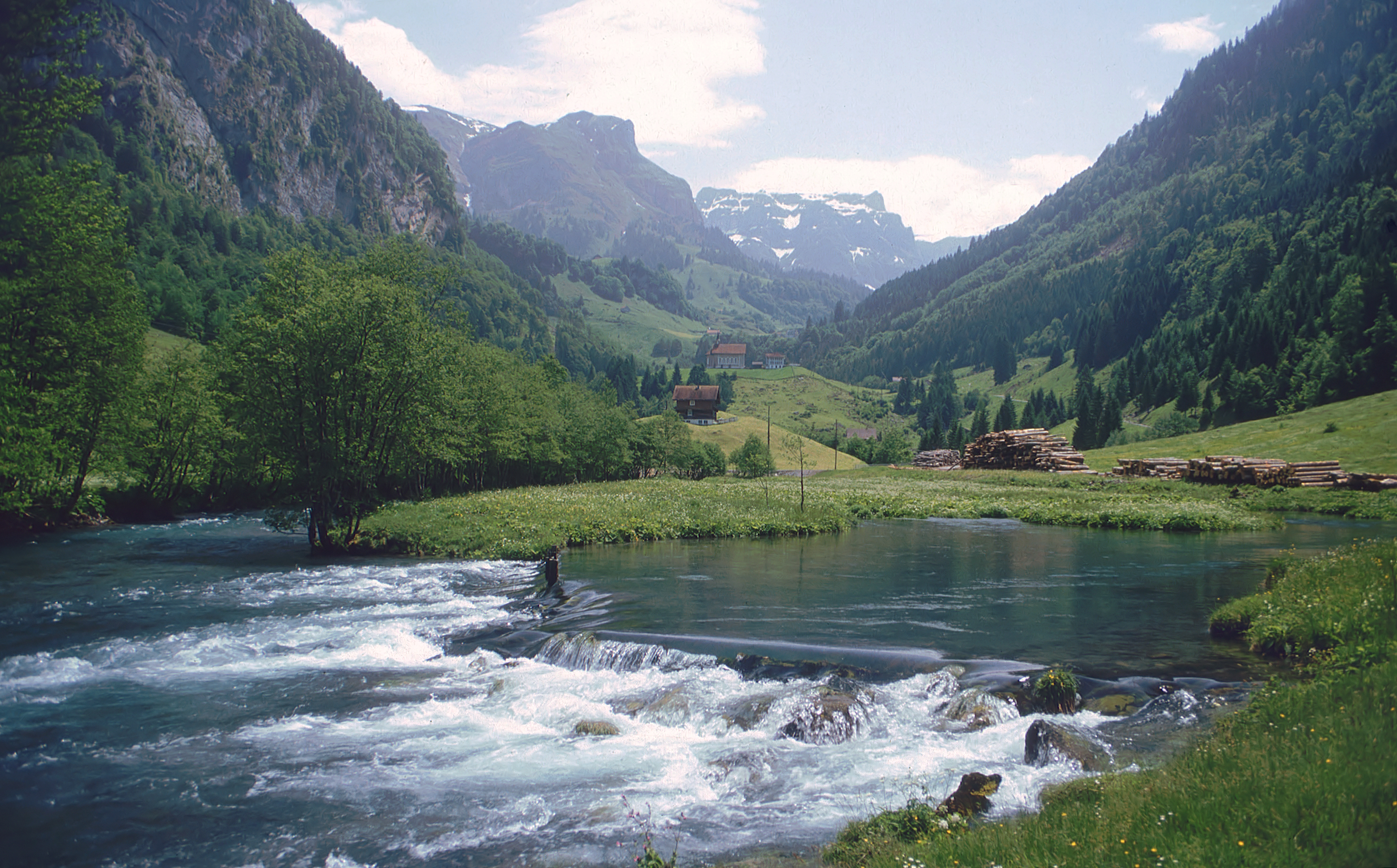
Bisistal mit Muota und dem Ortsteil Dürrenboden weiter hinten

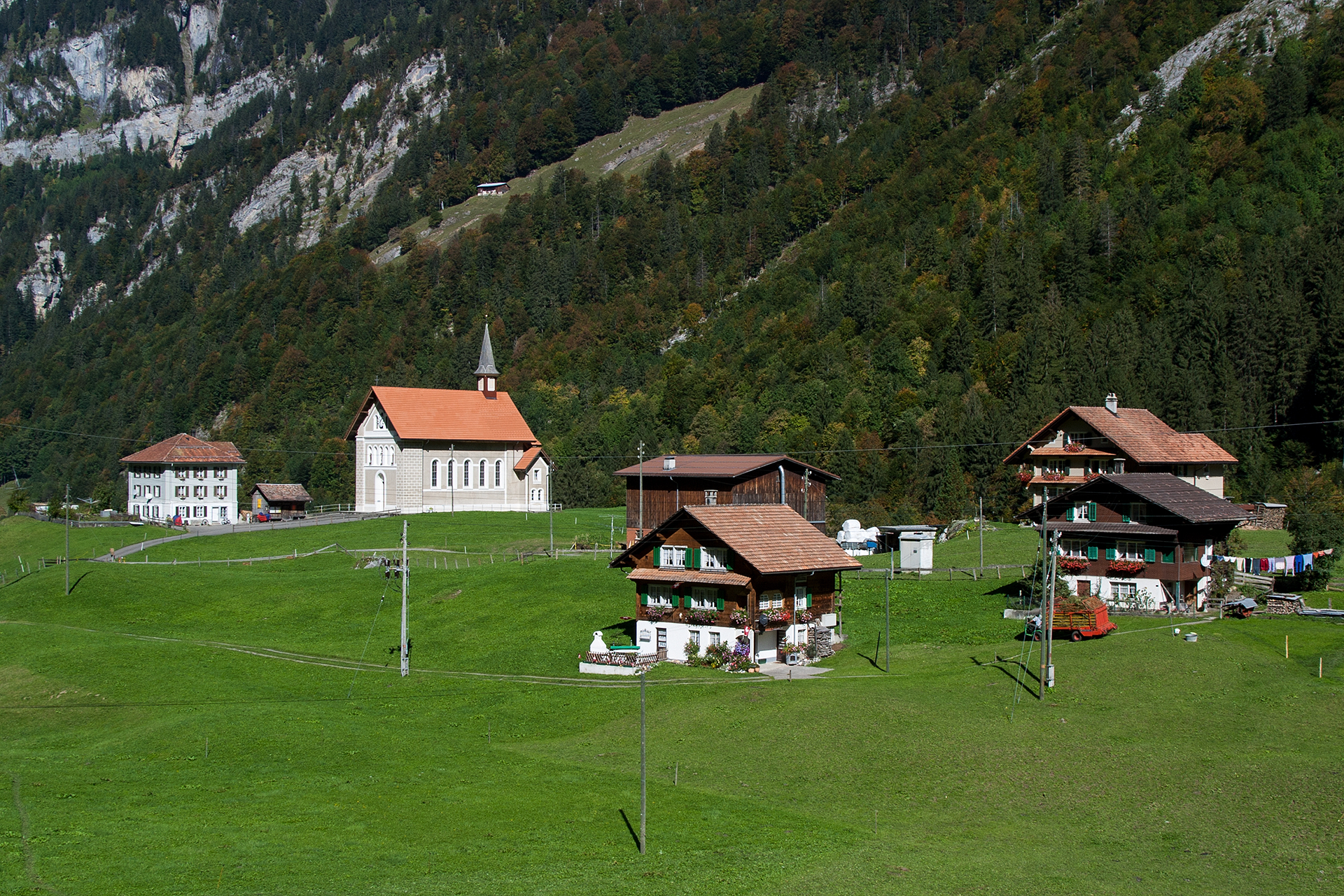
Blick auf Bisistal-Dürrenboden

Bisisthal ist eine aus verstreuten Berggütern bestehende Siedlung und gehört zur Gemeinde Muotathal im Kanton Schwyz, Schweiz. Es ist der Hauptort im Bisistal.
Bisisthal hatte 1875 noch 347 Einwohner – 1991 nur noch 124.
Bisisthal besitzt im Ortsteil Dürrenboden eine Kapelle (erbaut 1896) und in Schwarzenbach eine Wallfahrtskapelle (erbaut 1892).
Im Ort gibt es eine Sägerei. Der Tourismus ist mit der Luftseilbahn Sahli–Glattalp (Bergrestaurant und Glattalphütte des SAC) recht wichtig. Von 1952 bis 1970 erfolgte der Kraftwerkbau auf Veranlassung des Bezirks Schwyz.